# Har Michrot
Har Michrot (hebrejsky: הר מכרות) je vrch o nadmořské výšce 334 metrů v jižním Izraeli, v pohoří Harej Ejlat.
Nachází se cca 27 kilometrů severně od města Ejlat, 3 kilometry západně od vesnice Elifaz a cca 6 kilometrů západně od mezistátní hranice mezi Izraelem a Jordánskem. Má podobu výrazného odlesněného skalního masivu, jehož svahy spadají do hlubokých údolí, jimiž protékají vádí. Zejména jde o údolí vádí Nachal Timna na jižní straně (kde se rozevírá údolí Timna s archeologickými památkami) a Nachal Mangan a Nachal Sasgon na straně severní . Krajina v okolí hory je členěna četnými skalnatými vrchy. Na západě jsou to Cukej Timna, na jihu Har Timna, na východě Giv'at Sasgon. Dál k východu se terén svažuje do příkopové propadliny vádí al-Araba, kterou prochází dálnice číslo 90. Okolí hory je turisticky využíváno. Vede tudy Izraelská stezka.